# Moretown
Moretown es un pueblo ubicado en el condado de Washington en el estado estadounidense de Vermont. En el año 2010 tenía una población de 1,658 habitantes y una densidad poblacional de 16 personas por km².

## Geografía
Moretown se encuentra ubicado en las coordenadas 44°15′59″N 72°43′32″O / 44.26639, -72.72556.

## Demografía
Según la Oficina del Censo en 2000 los ingresos medios por hogar en la localidad eran de $47,750 y los ingresos medios por familia eran $52,202. Los hombres tenían unos ingresos medios de $52,202 frente a los $26,719 para las mujeres. La renta per cápita para la localidad era de $20,283. Alrededor del 6.6% de la población estaban por debajo del umbral de pobreza.